# Джуматов Рінат Женісбайули
Рінат Женісбайули Джуматов (каз. Ринат Жеңісбайұлы Жұматов, нар. 13 жовтня 1997) — казахський футболіст, півзахисник клубу «Атирау». Виступав також за клуб «Мактаарал».

## Клубна кар'єра
Рінат Джуматов народився 1997 року, та є вихованцем юнацької команди футбольного клубу «Атирау». У 2018 році Джуматов розпочав грати в першій команді клубу «Атирау», в якій грав до кінця 2021 року, взявши участь у 36 матчах чемпіонату. Протягом 2022 року футболіст грав у складі клубу «Мактаарал», а на початку 2024 року повернувся до складу «Атирау».

## Виступи за збірну
У 2018 році Рінат Джуматов провів 2 матчі у складі молодіжної збірної Казахстану.